# Neoperla sinensis
Neoperla sinensis är en bäcksländeart som beskrevs av Chu 1928. Neoperla sinensis ingår i släktet Neoperla och familjen jättebäcksländor. Inga underarter finns listade i Catalogue of Life.